# Pentapora
Pentapora is een mosdiertjesgeslacht uit de familie van de Bitectiporidae en de orde Cheilostomatida

## Soorten
- Pentapora americana (Verrill, 1875)
- Pentapora fascialis (Pallas, 1766)
- Pentapora foliacea (Ellis & Solander, 1786)
- Pentapora ottomuelleriana (Moll, 1803)

- Pentapora tubulata Fischer, 1807 (taxon inquirendum)

Niet geaccepteerde soort:
- Pentapora boreale Kuklinski & Hayward, 2004 → Raymondcia rigida (Lorenz, 1886)
- Pentapora ottomulleriana (Moll, 1803) → Pentapora ottomuelleriana (Moll, 1803)